# Denner (entreprise)
Pour les articles homonymes, voir Denner.
Denner est la troisième plus grande entreprise suisse de commerce de détail après Migros et Coop. Son siège social est à Zurich. Denner est une filiale de Migros.

## Histoire

Ancien logo de Denner

L'origine de Denner remonte à 1860, avec l'ouverture d'une épicerie mercerie à Zollikon par Heinrich Reiff. Vingt ans plus tard, le gendre du fondateur Cäsar Denner Reiff rejoint l'entreprise, qui prend alors son nom.
En 1935, Denner et Cie devient une société anonyme. En 1946, l'entreprise avec ses quatre filiales est reprise par Import et commerce de gros (IGA), dont un des actionnaires est Karl Schweri. Ce dernier est débarqué par les autres actionnaires en raison de conflits internes. Cinq ans plus tard, en 1951, Karl Schweri devient actionnaire majoritaire d'IGA après avoir acquis les actions en secret,.
En 1962, le premier supermarché Denner ouvre dans le quartier zurichois de Schwamendingen, puis en 1967, le premier point de vente discount dans le quartier d'Alstetten (Zurich)sur une surface de 450 m2.
En 1969, Karl Schweri transforme la société IGA en Denner SA et en devient le seul propriétaire et administrateur.
En 1973, l'entreprise compte 100 points de ventes. Son chiffre d'affaires, d'un montant d'au moins 500 millions de francs suisse, provient à 18% de la vente des produits du tabac. L'entreprise intente un procès contre le cartel du tabac et les prix imposés, procès qui sera perdu en 1983.
En 1977, le premier magasin franchisé Denner ouvre à Endigen, en Argovie, géré par August Keller.
L'entreprise connaît une période de forte expansion qui se traduit par la reprise d'activités : des points de vente et des drogueries achetés à Merkur en 1980, Franz Carl Weber spécialisée dans la commercialisation de jouets en 1984 et le détaillant Waro en 1994.
En 1998, Karl Schweri confie la direction opérationnelle de Denner à son petit-fils Philippe Gaydoul, qui a alors 26 ans. En 2000, Karl Schweri regroupe toutes les sociétés du groupe dans l’entreprise Rast Holding. Après avoir écarté plusieurs successeurs, il confie la présidence du groupe à Philippe Gaydoul. Karl Schweri meurt la même année à l'âge de 84 ans.
Sous la direction de Philippe Gaydoul, Denner entame une modernisation de l'enseigne, avec une réaménagement des surfaces de vente et un élargissement de la gamme de produits avec notamment des produits de marque (dont la part passe de 20% à 75% de l'assortiment) ou des produits frais à partir de 2025.
Décidé en 2002, autorisé par la commission de la concurrence en 2003, le groupe Rast Holding vend Waro à Coop (Suisse). La même année, le groupe Rast Holding change de président, avec l'arrivée de Mario Bonorand. Le groupe rachète les 146 succursales de Pick Pay à l'entreprise allemande Rewe en 2005 et revend en 2006 le groupe Franz Carl Weber, spécialisé dans les jouets, au français Ludendo.
En janvier 2007, la Migros, le no 1 suisse du commerce de détail, prend une participation de 70 % dans le capital de Denner, les 30% restant sont conservés dans la Holding familial Gaydoul. La Migros n'annonce aucun changement dans l'assortiment de produits et Philippe Gaydoul reste à la direction du groupe jusqu'à la fin 2009.
Fin 2009, Denner devient une filiale à 100% de la Migros.
En 2010, Peter Bamert prend la direction de Denner qu'il quitte pour divergence de vues. La direction est reprise par Mario Irminger. Philippe Gaydoul prend la présidence du conseil d'administration de Denner.
En 2022, Denner a un réseau de 850 magasins.

## Activités
En 2024, selon les sources de l'entreprise, Denner a : 
- 607 magasins en propre
- 263 magasins en franchise

## Politique
Durant l'époque de K. Schweri, Denner se caractérisera par une lutte active contre les prix surfaits (Denner est souvent considéré comme l'ancêtre des hard-discounters en Suisse) et les cartels de producteurs : l'entreprise réussira, à force de bras de fer, à conduire le cartel des producteurs de bière à la dissolution en 1991 ; l'année suivante, c'est au tour du cartel du tabac de se dissoudre. Mais les combats de Denner ne se limitent pas à la sphère économique : ayant perdu un procès au tribunal fédéral contre la FIST (Fédération de l'industrie suisse du tabac) en 1983, Denner lance une initiative populaire pour la protection des consommateurs. C'est la première d'une longue liste des engagements de Denner sur la scène politique suisse. Celui-ci se poursuivra durant toute la période "Schweri", mais s'étiolera progressivement sous l'impulsion de P. Gaydoul. Dès lors, Denner recentre ses efforts sur la scène commerciale, son dernier "coup d'éclat" étant l'affrontement, à l'été 2006, contre Nestlé autour d'une augmentation des prix du chocolat Cailler que le distributeur juge exagérée et injustifiée.